# Мркојевићи (племе)
Племе и област Мркојевићи (Мрковићи) је обухватао предио између приморске планине Лисињ, на сјеверу и Можуре, на југу. Налази се у данашњој Црној Гори.

## Средњовјековни катун Мрковића
Мрковићи (Мркојевићи) се први пут помињу у Доњој Зети, 1409. године, као катун са ратничком дружином најамника. Иван Јастребов је писао да се та област звала и Забојана, али се такође звао и Мрковићи, код Фарлатија гдје се каже: ...pagus Marcovichiorum... ab Rascianis chizmaticis et turcis (премда је Турака, тј. исламизираних православаца, било врло мало у то вријеме) incolitur. Prope abest vicus, cui nomen Crainae, ubi obim curia et sedes Regum Serbliae.

## У отоманској држави
Послије пада Скадра (1479) и Бара (1571) за вријеме османске доминације, масовно ће се из овог племена вршити исељавања православних породица, у Пореч: десет породица (1611). Затим њих 185, па још 20 породица (1622). У Истру се 1633. године исељава још 6 породица са 22 члана. Исламизација племена Мркојевића је отпочела почетком XVII вијека, а највише у периоду од 1693–1697. године. Мањи дио православних саплеменика, остао је да живи са њима до данас. Прва џамија (уз учешће православаца) изграђена је у Вељем Селу, 1752. године. Надбискуп барски и Примас Србије (1671–1694) Андрија Змајевић у свом извјештају из 1671. године, пише о Мркојевићима да су један народ у 20 села, од Бара до Улциња и да су сви православци . Православне назива Србима а католике Латинима. Насљедник Андрије Змајевића, Марко III Ђорга (1696–1700) о Мркојевићима пише да броје преко 1300 душа и да су сви од давнина православци, али да су тада већином Турци (муслимани). Надбискуп барски (1701-1712) Вицко Змајевић је оставио запис да у Мркојевићима има 140 кућа муслимана са 1000 чланова и 30 кућа православаца са 250 чланова.

## Крст Светог Владимира
Крст Светог Владимира владара са почетка XI вијека (окован сребром у Венецији, вјероватно крајем XVI вијека) чуван је, најприје у манастиру Пречиста Крајинска, а по њеном рушењу у XVIII вијеку, чувао га је народ Крајине (мада су били прешли у ислам). Крст су од њих отели припадници сусједног племена, Мркојевића. Када су и ови већином прешли у ислам, предали су крст на чување својим православним комшијама Андровићима, из Вељих Микулића (код Бара) који су данас исто муслимани. Крст је изношен у процесијама на планину Румију, на Тројичин дан – уз учешће представника свих вјера са барског подручја. Некада је уз крст ишао барјактар Мркојевића, муслиман, са исуканиим ножем, чувајући га, прије свега од Крајињана (бојећи се да би га ови могли повратити). Иван Јастребов, руски конзул у Скадру, Призрену и Солуну и познати научник, 1880. године, у Гласнику српског ученог друштва (књига XLVIII) у својој студији "О православним српским старим и новим црквама у Старој Зети – садашњем Скадарском округу" пишући о цркви Пречисте Крајинске каже: "У овој цркви чуван је био знаменити крст, који Мрковићи носе на гору Румију, гдје је црква св. Тројице"(стр.378), а пишући о предјелу Мрковића код Бара каже: "Близу села Микулића налази се црква Светог Александра и Светог Јована, и Свете Тројице на врху Румије" (стр.380). Манастир Светог Александра у Орошу има сличан крст и Иван Јастребов их пореди.

### Јастребов о Мркојевићима и крсту
Иван Јастребов и у књизи Стара Србија и Албанија пише о овом племену да иако су тадашњи житељи муслимани, сачували су српска презимена. Осим "потурчених" презимена као што су: Кадићи, Сеферовићи, постоје и чисто српски називи братстава: Божићи, Милошевићи, Никезићи, Грдовићи, Вучковићи, Вуковићи, Празићи... Има до 12 православних кућа у селима Мрковићи и Микулићи. Код сваког села каква су Космини, Раван, Велики Мрковићи постоје црквене рушевине. У селу Микулики (Микулићи) код Болице, катар. дворанина је 1614. г. било 60 кућа, а у Меркојевић 1000 кућа. То село је познато што се у њему код Ђуре Илића Андровића сачувао онај крст који племе Мрковића носи на планину Румију, која се налази изнад планина Антиварија (Бара) и на којој је још сачувана мала црква Свете Тројице. Тај крст је био стављен у руке Св. Владимиру положеног у сандуку с реликвијама светаца у Крајини. Приликом преношења моштију у Елбасан, крст су задржали побожни хришћани да не остану без наде у заштиту од напада на њих од стране латинских мисионара у вријеме млетачке владавине. Крст је био власништво житеља села Крајине све док се нису потурчили. Онда су се Мрковићи, којима је Крајина била близу, потрудили да овима одузму крст, што их је веома наљутило. Од тада су предузимали мјере да би крст поново био њихов. Још задуго су ишли с Мрковићима када су носили крст на планину Румију, али увјеривши се у немогућност постизања свога циља, престали су учествовати у литијама. У вријеме Јастребова и исламизирани Мрковићи су престали носити тај крст с хришћанима на Румију. Потурчили су се крајем 18. вијека. Један од разлога исламизације је био и догађај када је поп служио за Васкрс литургију у другој цркви, без народа, а не у оној у којој се народ био скупио, како је о томе уочи празника било одлучено. Крст личи на онај који се чува у селу Ороши, племена Фанда и који је Јастребов описао у  Словинцу. Исти такав крст али мањих димензија је Јастребов видјео у Дубровнику у Доминиканском манастиру. Прављен је на захтејв српског краља Уроша који га је даровао цркви Св. Петра и Павла у Рашкој. И Павле Ровински као разлог исламизације овог племена наводи инат. Били су љути на попа који је скратио Литургију, па нису многи стигли.

### Јовићевић о Мркојевићима и крсту
Андрија П. Јовићевић, српски историчар и етнолог, 1922. године, у монографији Црногорско приморје и Крајина пишући о ношењу крста св. Јована Владимира на Румију о Тројичину-дне каже: Многи су побожни поклоници, при ношењу крста на Румију, носили на рамену по један повећи камен и износили га на Румију, те данас постоји на врху Румије повећа гомила камења, а о жељи да се овај обичај спријечи наводи следећи примјер: Негдје око 1885. г., када су Мрковићи, под притиском вјерских и муслиманских политичких старјешина, стали напуштати обичај, да уз крст излазе на на Румију, због чега је и овај обичај имао престати, црногорски митрополит Митрофан нареди Сеочанима, Крњичанима и Шестанима, да на Тројичин-дан у маси изађу на Румију, да тако увеличају ову свечаност; и када су Мрковићи дочули за ово, побојаше се крсту, па њих стотина момака пође под оружјем уз крст на Румију, да га брани, ако буде потребно.

## У Књажевини Црној Гори
Црногорска војска ослобађа област Мркојевића, 1877. године, али се становништво пред њом повукло у турски Скадар. Сви су се вратили, тек на позив књаза Николе I. Брзо су се, у оквиру Приморске нахије (Барски округ), уклопили у црногорско друштво и државу. Према попису, двије године касније, у Мркојевићима је живјело 413 породица, са 2190 становника. Прву грађанску школу добијају 1886. године. Године 1901. располагали су са 4590 рала земље, 58 коса ливаде и 13 млинова за прављење маслиновог уља. Градњом колског пута Бар-Улцињ, још су 1906. године боље повезани са градским насељима.
Павле Ровински је крајем 19. вијека о њима записао путописно свједочанство да су тада били јако племе, до 3000 душа оба пола и иако су поријеклом из Црне Горе, тада су сви били муслимани. Видно су се разликовали од околног становништва, а посебно од Арнаута, крупним растом и снажном комплексијом. Дичили су се јунаштвом. Већина их се доселила из пиперског села Мрке, близу Подгорице, а један род се доселио из Горње Црмнице. То су били Грабољанци, од којих је остала и њихова црква Св. Петка, Грабољанска. У вријеме када је Ровински то писао била је неоштећена и у њој је служба обављана на Малу (26. јула) и Велику Петку (14. октобра). Мухамеданство су од њих неки примили недавно, па су и у доба Ровинског многи међу живима још били хришћани. Уочи Божића су налагали бадњак и частили вином и ракијом православне посјетиоце. Поштовли су и Никољдан, а на Тројичиндан су ишли на Румију са православнима, да се поклоне крсту. Мркојевићи су у разграничењу Турске и Црне Горе стајали на страну Црне Горе.